# Jan Cernovický
Jan Cernovický (latinul Johannes Czernovicius; magyaros névváltozatai: Csirnovicz, Csernovich, Czernovicz, Tsirnoviczi János; 16–17. század) magyarországi horvát író.
Bródról, Szlavóniából származott. Emlékét mindössze egyetlen kéziratban maradt történeti verses munkája őrizte meg, amelyben a török háborúkat írta le:
- De bello Pannonico libri sex, 1619. (II. Rudolf császár története heroicus versekben, melyet Bél Mátyás a Scriptores Rer. Hung. VI. kötetébe szánt; mutatvány jelent meg belőle Bél Notitia Hungariae III. 67. l., hol neve Czernoviczi alakban fordul elő.)